# Pallas Athene weint
Pallas Athene weint (Pallas Athena gråter) är en opera i tre akter med musik och libretto av Ernst Krenek.
Detta seriösa och viktiga verk markerar ett återgång till Kreneks humanistiska filosofi över levande politiska ämnen. Inspirerad av vad han ansåg vara det första riktiga hotet mot demokratin sedan slutet av andra världskriget, omtolkar Krenek Sokrates liv i termer av sina egna reaktioner mot McCarthyismen (karaktären Melethos är inspirerad av senatorn roll) i kontexten av demokratins undergång i Athen efter det Peloponnesiska krigets slut. Operans budskap åtföljs av intensiv, passionerad musik: en soloviolins tragiska toner i inledningen representerar de athenska gudinnornas sorg. Orkestern innehar sin egen självständighet vilket tillåter den att skapa känslor skilda från scenens handling. 1954 skrev Krenek en symfoni (op. 137) med motiv från operan.
Operan hade premiär den 17 oktober 1955 på Hamburgs statsopera.